# Poul Madsen (biskop)
 Der er flere personer med dette navn, se Poul Madsen.
Poul Madsen (1527 i Køge – 30. oktober 1590 i København) var biskop over Sjælland fra 1569 til sin død.
Poul Madsen var født i Køge, hvor faderen, Mads Mikkelsen, var rådmand. Navnet Strobius, som sønnen enkelte gange betegnes med, tyder på, at slægten stammede fra Strøby i Stevns Herred. Fra sin fødebys skole kom Poul Madsen 1543 til Københavns Universitet, hvor han fik Niels Hemmingsen til privatpræceptor, rådgiver. Denne bemærkede snart hans fortrinlige evner og  tog sig af ham med så stor omhu, at der grundedes et venskabs og gensidig højagtelses forhold mellem dem, som aldrig forstyrredes. I en række år stod de ved hinandens side som den danske kirkes betydeligste mænd.
Efter at have lagt en god grundvold i København drog Poul Madsen 1550 til universitetet i Louvain. Formodentlig har han også besøgt andre højskoler. Efter hjemkomsten tog han 1554 magistergraden og blev professor pædagogicus ved universitetet samt lærer i hebraisk. Siden blev han professor i græsk og endelig i dialektik 1560, og samme år valgtes han til universitetets rektor.
Også andre omstændigheder tyder på, at han var i skuddet – begunstiget, da han  fik et vikariat og senere tillige  et kanonikat i Roskilde, og endelig da han, kun 34 år gammel, valgtes til at beklæde Ribe bispestol, der var ledig ved Hans Tausens død. Han indviedes i Ribe Domkirke 10. maj 1562 af biskop Kjeld Juel fra Viborg. Dette embede forestod han med ære i syv år, og da Sjællands bispestol blev ledig ved dr. Hans Albertsens død 1569, blev Poul Madsen anset for den værdigste til at beklæde den øverste plads i den danske kirke. Universitetet fik  desuden kongelig befaling om at antage ham som tredje teologisk professor og med det første at meddele ham doktorgraden. Tillige skulle der træffes bestemmelse om, at en af lærerne i det filosofiske fakultet, når bispen ved sit embede var forhindret, skulle overtage de forelæsninger, der ellers var pålagt ham, imod derfor at nyde en del af den ham tilkommende professorløn.
7. marts 1570 begyndte Poul Madsen sine teologiske forelæsninger, og da der netop på den tid holdtes en
rigsdag i København, var alle Danmarks biskopper samt en mængde provster og præster til stede for at høre ham. Samme år kreeredes han til dr. theol. af sin gamle ven dr. Niels Hemmingsen. Promotionen foregik med stor højtidelighed i Frue Kirke, og mange af rigsråderne, der på den tid var samlet i København, overværede begivenheden. 
Af Frederik 2. var Poul Madsen meget yndet og modtog oftere beviser derpå. Da han var blevet biskop i Ribe, havde kongen således foræret ham vogn og heste til hans visitatsrejser og forøget bispelønnen. Da han senere som Sjællands biskop gjorde forestilling om, at hans residens i København var temmelig indskrænket, og at et nabohus var at få til købs, befalede kongen at købe huset og lægge det til bispegården. 1572 viede han Kong Frederik til Sophie af Meklenborg, salvede og kronede dronningen i Frue Kirke, hvor han også 1577 døbte Prins Christian (4.).
Da der i slutningen af Frederik 2.'s tid skulle udgives en revideret udgave af den danske Bibel, kom hovedtilsynet og ansvaret for dette på grund af tidsforholdene vanskelige arbejde til at påhvile biskoppen. Kongen udtalte oftere, når talen var om arbejdets vanskeligheder: «Mein Bischof wird es wohl machen», og det blev
da også et meget vellykket arbejde.
Poul Madsens litterære virksomhed indskrænkede sig ellers mest til sådanne skrifter, der i strengeste forstand vedrørte hans embedsvirksomhed, deriblandt en række bededagsprædikener og bønner, der blev udgivet  som mønstre på, hvorledes Danmarks og Norges gejstlighed havde at indrette deres prædikener på de tre årlige bededage.
På universitetets anliggender,  først og fremmest i alt, hvad der vedkom det teologiske fakultet, havde han, især efter Niels Hemmingsens afgang, den største indflydelse. 1577 og 1589 valgtes han til universitetets rektor, og som sådan holdt han velkomsttalen til Kong Jacob af Skotland, da denne 1590 aflagde universitetet sit besøg. Siden sendte den skotske konge ham et gyldent bæger og et værk i syv store bind til foræring.
Poul Madsen døde 30. oktober 1590, 63 år gammel. Han var gift fire gange, men levede dog sine sidste tolv år som enkemand. Han er begravet i Vor Frue Kirke.
Rørdam: Kbhvns Universitets Hist. 1537-1621 II.
H.F. Rørdam.

## Eksterne links
- Poul Madsen på gravsted.dk
- Denne artikel bygger på H. F. Rørdams Biografi i 1. udgave af Dansk biografisk leksikon, tillige omfattende Norge for tidsrummet 1537-1814, Udgivet af C. F. Bricka, 19 bd, Gyldendal, 1887-1905